# مدرسة نانتشانغ الدولية
مدرسة نانتشانغ الدولية هي مدرسة دولية خاصة تقع في نانتشانغ، الصين.

## الروابط الخارجية
- Nanchang International School
- Nanchang International School (بالصينية)